# Euxoa vaga
Euxoa vaga là một loài bướm đêm trong họ Noctuidae.